# Vittorio Salvatori
Vittorio Salvatori (Foggia, 14 ottobre 1929 – Foggia, 1º dicembre 2023) è stato un avvocato e politico italiano, membro della Camera dei deputati nella VI Legislatura e sindaco di Foggia per due mandati.

## Biografia
Nel 1966 fu eletto sindaco di Foggia succedendo a Carlo Forcella. Nel 1971, scaduto il primo mandato, fu riconfermato sindaco ma l'anno seguente si dimise per candidarsi alle elezioni politiche.
Alle Elezioni politiche del 7 maggio 1972 fu eletto alla Camera dei deputati per la DC nella circoscrizione Bari-Foggia dove ottenne 49.523 preferenze.
È stato insignito dal Ministro della Giustizia Clemente Mastella della Toga D'oro per i 50 anni di avvocatura nel novembre 2006.
Suoi profili politici sono stati scritti dai parlamentari Donato De Leonardis della DC e Michele Galante del PCI.
È deceduto il 1º dicembre 2023 all'età di 94 anni.